# 올라프 3세

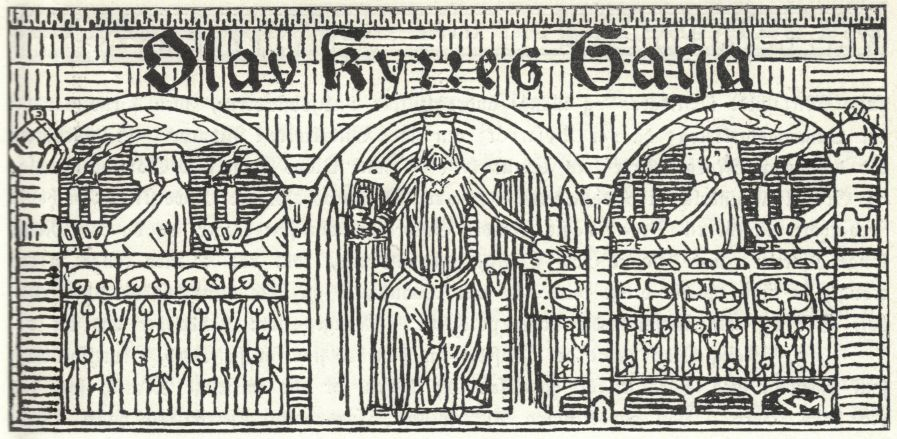
사가 《헤임스크링글라》에 등장하는 올라프 3세를 소재로 한 삽화 (1899년 제작)

올라프 3세(노르웨이어: Olaf III, 1050년경 ~ 1093년 9월 22일) 또는 올라브 하랄손(노르웨이어: Olav Haraldsson, 고대 노르드어: Óláfr Haraldsson)은 노르웨이의 국왕(재위: 1067년 ~ 1093년 9월 22일)이다. 평화왕 올라프(노르웨이어: Olav Kyrre 올라브 퀴레[*], 고대 노르드어: Olaf kyrri 올라프 퀴리)라는 별칭으로 부르기도 한다.
1066년 잉글랜드 원정에서 일어난 스탬퍼드브리지 전투에 따라가서 부왕 하랄 3세가 작전 중 사망하는 것을 지켜보았다. 올라프는 치세 동안 교회와의 친선을 도모하고 왕권 강화에 힘썼다. 베르겐은 1070년에 올라프 3세가 세운 도시라고 한다. 1225년경에 스노리 스투를루손은 《헤임스크링글라》에서 올라프 왕에 대해 Olav Kyrres 사가를 썼다.

## 생애
올라프는 노르웨이의 하랄 3세와 토라 토르베리스다테르의 아들이다. 올라프는 1066년의 잉글랜드 침공 기간 아버지와 동행했었다. 하지만, 그는 1066년 9월 스탬퍼드브리지 전투 때 16세에 불과했다. 그는 배에서 대기했고 전투에는 참여하지 않았다. 노르웨이군이 패배한 뒤, 그는 남은 노르웨이 병력과 같이 오크니 제도로 돌아갔고 그곳에서 겨울을 지냈다. 노르웨이 복귀는 1067년 여름에 이뤄졌다.
아버지가 죽은 뒤, 올라프는 1년 전에 왕이 된 형제인 망누스 2세 (망누스 2세 하랄손)와 공동 재위를 하였다. 1069년에 망누스가 사망하자, 올라프가 노르웨이의 단독 통치자가 되었다.
재위 기간, 노르웨이는 이례적인 긴 평화의 시기를 겪었다. 그는 공격적인 외교 정책을 접었고, 대신에 협정과 결혼을 통해 노르웨이의 국토를 지켰다. 내부적으로 그는 교회 조직과, 왕국의 개혁을 강조했다. 왕국의 개혁 결과로는, 근위대의 개편과, 특히 베르겐을 중심으로 한 핵심 도시들이 왕가의 거처로 더욱 역할을 할 수 있는 조치들이 있었다. 스노리 스투를루손의 《헤임스크링글라》에 따르면, 올라프는 베르겐을 세웠다고 전해진다.
하랄 왕의 죽음과 1066년의 노르웨이의 패배는 덴마크 왕 스베인 아스트리다르손이 노르웨이 침공을 준비하게끔 부추겼다. 스베인은 1064년에 하랄과 맺은 강화 조약에 묶여 있을 필요를 못 느꼈는데, 이 조약이 조약을 맺은 당사자들이 있을 때만 유효했기 때문이었다. 올라프는 스베인과 강화 조약을 맺고 그의 딸 잉리드와 혼인했다. 이후에, 올라프의 이복 자매 잉에게르드는 스베인의 아들 올라프와 혼인했다. 덴마크군의 잉글랜드 침공이 있었긴 했지만, 덴마크와 노르웨이 간의 평화는 지속됐다. 올라프는 또한 잉글랜드의 정복왕 윌리엄과도 강화 조약을 맺었다.
올라프 왕은 아버지가 이어온 교회와의 관계를 깼다. 하랄은 노르웨이 교회에 대한 대주교의 권한 때문에 브레멘 대주교과 분쟁을 이어오고 있었다. 아버지와 달리, 올라프는 이 권한을 완전히 개편하였다. 올라프가 교회 조직에 대해 우려했던 것처럼 이 회유적 태도 뒤에는 정치적 고려들이 있었을 수 있다. 그의 재위 시기까지 주교들은 궁정에서 한 부분을 차지했고 교회 문제를 다루기 위해 그와 같이 전 국토를 누볐고 반면에 왕은 세속적 문제를 다뤘다. 주교들은 오슬로, 니다로스, 베르겐에 일정한 거처를 설립했다. 올라프 왕은 또한 교회 건설에도 나섰는데, 여기에는 베르겐의 그리스도 교회와 트론헤임의 니다로스 성당 등이 있다.
올라프는 왕의 권력을 강화시켰고 노르웨이에 길드 체제를 이룩했다. 올라프 왕이 한층 더 확고한 지방법령들을 더 많이 쓰기 시작했다는 강력한 조짐들이 존재한다. 노르웨이 법 Gulatingsloven이 그의 재위 기간 쓰였을 것으로 보인다.
올라프 왕은 1093년 9월 22일, 당시 노르웨이 영토였던 란리케의 하우크뵈에서 병으로 사망했다. 그는 니다로스 성당에 묻혔다. 잉리드와의 결혼에서 자녀는 없었다. 맨발왕 망누스 (Magnus Berrføtt)라는 별칭을 지닌 그의 후임자 망누스 3세는 그의 사생아로 알려져 있다.

## 같이 보기
- 노르웨이 국왕